# Pinus densata
Espèce
Statut de conservation UICN

 LC  : Préoccupation mineure
Pinus densata, également appelé pin du Tibet, est une espèce de conifères de la famille des Pinaceae, endémique de la Chine, principalement dans les provinces du Qinghai, au sud, du Sichuan à l'ouest et du Yunnan au nord, ainsi que dans la région autonome du Tibet, à des élévations allant entre 2 600 à 4 200 mètres pour leur forme pure, ou bien, en dessous de 3 000 mètres, hybride avec Pinus tabuliformis et Pinus armandii.

## Description

### Appareil végétatif
Pinus densata est un arbre sempervirent d’une hauteur de 30 mètres et d’un diamètre atteignant les 130 centimètres avec une couronne ovoïde-conique qui tend à s’étaler chez les vieux arbres. Sa croissance est monopodiale.
Au stade juvénile, son écorce est brun rougeâtre et écailleuse. Elle tend vers une couleur brun foncé grisâtre à l’âge adulte, recouverte d’épaisses plaques squameuses, carrées et irrégulières.  Les premières branches, glauques et cireuses, passent du brun jaunâtre au brun rougeâtre au cours des trois premières années, devenant glabres. Ses bourgeons hivernaux sont bruns, ovoïdes coniques, d’une dimension de 15 millimètres sur 6 millimètres, légèrement résineux, acuminés à l'apex.
Les aiguilles persistent trois ans, groupées par deux en un fascicule, droites, légèrement tordues, longues de 8 à 14 centimètres sur 1 à 1,5 millimètre de largeur. Sur toutes les surfaces se trouvent des lignes de stomates, comprenant 3 ou 4 canaux résineux marginaux, comprenant parfois 1 ou 2 médians, la base entourée d’une gaine persistante d’une longueur de 5 à 10 millimètres, marginale, finement serrulée, à apex aigu.
Son système racinaire est pivotant.

### Appareil reproducteur
Comme tous les pins, Pinus densata est monoïque.
Les cônes mâles (à pollen) sont  jaune-brun, cylindriques, d’une dimension de 10 à 18 millimètres sur 3 à 4,5 millimètres.

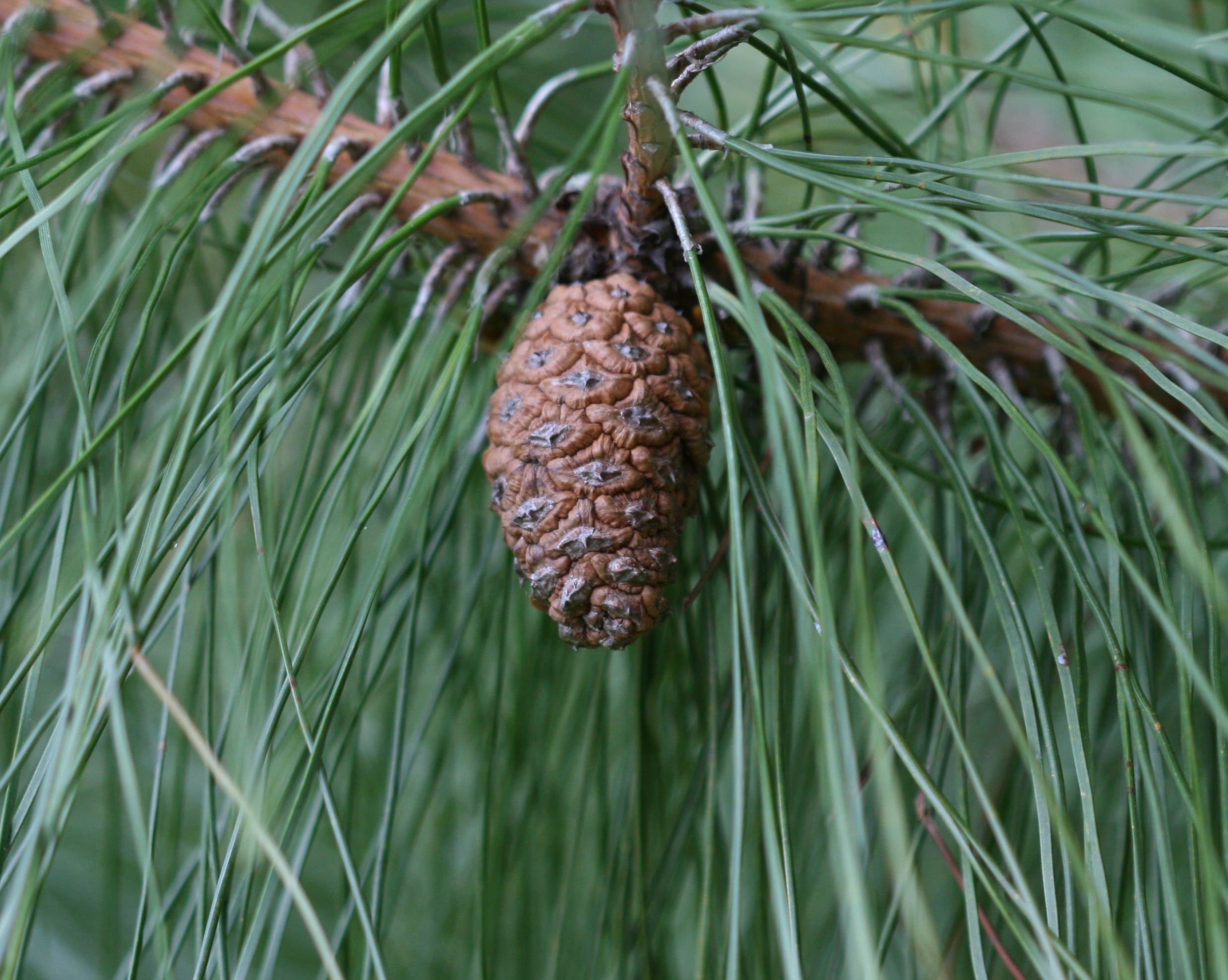
Cône femelle

Les cônes femelles, plus grands (4-6 centimètres sur 4-7 centimètres), sont solitaires ou regroupés par paires, pendants, sessiles à légèrement pédonculés, brun foncé brillant à maturité, étroitement ovoïdes avant l'ouverture et ovoïdes à largement ovoïdes après l’ouverture, persistants. Les écailles comportent d’éminentes apophyses en forme de losange, fortement carénées transversalement et d’une épaisseur comprise entre 4 et 7 millimètres d’épaisseur, l’umbo dorsal est piquant. Les graines sont légèrement gris-brun, ellipsoïde-ovoïde, de 4 à 6 millimètres de longueur, dont l’aile est longue d’environ 15 à 20 millimètres.
La pollinisation anémophile a lieu au mois de mai, les cônes mûrissent en octobre de la deuxième année.

## Origine phylogénétique
Pinus densata est classé au sein du genre Pinus ainsi qu’à ses subdivisions (sous-genre, section et sous-section) du même nom.
Il présente un cas réussi de spéciation par hybridation homoploïde (homoploid hybridism speciation, HHS) résultant du croisement entre les espèces Pinus yunnanensis (sud-est de la Chine, nord de la Birmanie) et Pinus tabuliformis (nord de la Chine, Corée du Nord) ,. La différenciation de l’espèce hybride P. densata résulte d’une isolation géographique et d’une adaptation écologique, illustrées par son aire de distribution intermédiaire et inaccessible aux espèces parentales .  Il a été préalablement suggéré que la répartition spatiale actuelle de P. densata provienne d’une population-mère hybride ayant donné une espèce taxonomiquement stable, qui se serait ensuite répandue dans le sud-est du plateau tibétain. Cependant, un certain polymorphisme génétique (tant au niveau allozymatique que de l’ADN mitochondrial, chloroplastique et nucléaire) suggérerait que sa spéciation provienne de divers évènements indépendants d’hybridation et d’introgression. Ceux-ci auraient précédé l’élévation du plateau tibétain au cours du Miocène, conséquence de la collision des plaques tectoniques Indo-Australiennes et Eurasiatique (amorcée lors du Crétacé supérieur). Les différentes lignées de P. densata ont connu une succession de goulots d’étranglement au fur et à mesure que l’espèce progressait vers l’ouest (fin du Pliocène), suivie de nouvelles divergences génétiques entre niches adjacentes en réponse aux variations tectoniques et climatiques (vagues de glaciations) survenues au cours du Pléistocène. L’historique de ces mécanismes ayant mené à la distribution actuelle de P. densata semble encore à ce jour obscur.

## Biogéographie et écologie
Son aire de distribution géographique est étroitement liée à son origine évolutive. Endémique de la Chine, on le trouve principalement dans la région autonome du Tibet ainsi que dans la province du Qinghai au nord, du Sichuan à l’est et celle du Yunnan au sud-est. On trouve typiquement Pinus densata en forêt montagneuse à une altitude comprise entre 2600 et 3 500 mètres, ou en deçà des 3 000 mètres d’altitude où il côtoie les espèces P. yunnanensis et P. armandii.
Comme la majorité des pins, il est intolérant à l’ombrage et constitue une espèce pionnière.
L’IUCN reporte à ce jour une augmentation de sa population et ne constitue point une espèce menacée. Sa spéciation récente et ses aptitudes physiologiques laissent supposer une grande marge d’expansion future.
L’examen des cônes a suggéré que le succès reproducteur (fitness) de P. densata n’est pas inférieur à celui de ses espèces génitrices, son gradient de distribution géographique serait lié à son patrimoine génétique et à sa divergence écologique. Cette conclusion est appuyée par le fait que P. densata présente significativement une meilleure tolérance aux basses températures. Son activité photosynthétique s’avère en effet supérieure et présente un taux plus élevé d’anthocyanes (pigments photosynthétiques) en situation de stress hypothermique. Il supporterait également davantage une exposition à la sécheresse que P. yunnanensis et P. tabuliformis. Enfin, il serait plus adapté que ces deux espèces à une teneur accrue en nitrates dans les sols, ce qui laisserait présager une compétitivité supérieure si le réchauffement climatique attendu devait se confirmer dans son aire de répartition.

## Composés chimiques
Pinus densata est une espèce distinguable par sa teneur en différents terpénoïdes, principalement en ce qui concerne les sesquiterpénoïdes et les diterpénoïdes.

## Intérêt anthropique
Son optimum écologique étant peu accessible, Pinus densata est une espèce peu utilisée en sylviculture (bois d’œuvre ou de construction, pâte à papier). Il fait néanmoins l’objet de recherches, entre autres, en vue de reboiser certaines zones forestières incendiées dans le nord-ouest du Sichuan ou coupées à blanc sur le plateau tibétain.